# Elecciones estatales de Sarawak de 2011
Las elecciones estatales de Sarawak de 2011 tuvieron lugar el 16 de abril del mencionado año con el objetivo de renovar los 71 escaños de la Asamblea Legislativa Estatal, que a su vez investiría a un Ministro Principal (Gobernador o Jefe de Gobierno) para el período 2011-2016, a no ser que se realizaran elecciones adelantadas en dicho período. Al igual que todas las elecciones estatales sarawakíes desde 1979, se realizaron en desfase con las elecciones federales para el Dewan Rakyat de Malasia a nivel nacional.
Aunque al momento de los comicios Sarawak era considerado un bastión tradicional y fijo del oficialista y hegemónico Barisan Nasional (siendo irónicamente la única de las dieciséis entidades federales del país donde no existe una seccional de su principal partido, la UMNO), las elecciones de 2011 despertaron interés al ser la primera que disputaría la alianza opositora Pakatan Rakyat (Pacto Popular o PR), que en las anteriores elecciones federales había logrado privar por primera vez al BN de una mayoría de dos tercios en el Dewan Rakyat. En Sarawak, los tres partidos componentes del PR (PKR, DAP, y el PAS), además de una nueva incorporación, el Partido Nacional de Sarawak (SNAP), se distribuyeron los escaños para asegurarse de que hubiera un solo competidor contra el oficialismo en cada escaño. Sin embargo, las divisiones políticas de la oposición estatal dificultaron esta posibilidad y casi todos los escaños tuvieron competencias de a tres o más candidatos.
El Pakatan Rakyat hizo campaña cuestionando las actitudes antidemocráticas del gobierno estatal sarawakí, presionando al Ministro Principal Abdul Taib Mahmud, en el poder desde 1981, para que no se presentara a la reelección, y señaló también la confiscación de Biblias por parte del régimen, acusándolo de violar la libertad de religión. El Barisan Nasional en última instancia revalidó su mandato con una mayoría de dos tercios en la legislatura estatal al obtener 55 de los 71 escaños contra 15 del Pakatan Rakyat, más un candidato independiente que logró resultar electo. Sin embargo, el oficialismo estatal perdió varios escaños ante la coalición opositora, que amplió mucho su presencia en Sarawak, y el voto popular fue mucho más ajustado (55.36% para el BN y 41.23% para el PR) demostrando que la polarización bipartidista vista en las anteriores elecciones seguía presente electoralmente.
Con este resultado, Abdul Taib Mahmud fue reelegido para un octavo mandato como Ministro Principal. Sin embargo, no llegó a terminarlo debido a que fue designado Gobernador (Jefe de Estado) por el Gobierno Federal, y renunció en febrero de 2014 para asumir dicho cargo.